# Побережник Сергій Анатолійович
Сергі́й Анато́лійович Побере́жник (1982—2014) — солдат Збройних сил України, учасник російсько-української війни.

## Життєпис
Народився 1982 року в місті Хотин (Чернівецька область). Виростав в родині будівельників разом з двома сестрами. Після закінчення Хотинської гімназії вступив на юридичний факультет Чернівецького національного університету ім. Ю. Федьковича. 2003 року створив родину; виховували дітей. Працював начальником відділу персоналу Чернівецької митниці Міндоходів.
Мобілізований у серпні 2014-го, солдат військової частини В4680, Яворів — 3-й батальйон 24-ї механізованої бригади.
13 жовтня 2014 року при виконанні бойового завдання загинув внаслідок вибухової травми в селі Трьохізбенка — військовики 24-ї бригади натрапили на встановлені диверсійно-розвідувальними групами розтяжки з гранатами. Тоді ж загинув Валерій Чухрай.
Вдома залишились батьки, дружина Світлана, донька Марина 2004 р.н. та син Макар 2009 р.н.

## Нагороди та вшанування
За особисту мужність і героїзм, виявлені у захисті державного суверенітету та територіальної цілісності України, вірність військовій присязі під час російсько-української війни нагороджений
- орденом «За мужність» III ступеня (22.1.2015, посмертно).
- у жовтні 2015-го на будинку, де він проживав у Чернівцях, відкрито меморіальну дошку на честь полеглого воїна.
- встановлено меморіальну дошку у школі, де він навчався
- Його портрет розміщений на меморіалі «Стіна пам'яті полеглих за Україну» у Києві: секція 4, ряд 3, місце 28